# Lo zio in vacanza
Lo zio in vacanza (The Working Man) è un film del 1933 diretto da John G. Adolfi.
La sceneggiatura di Charles Kenyon e Maude T. Howell è basata sul racconto The Adopted Father di Edgar Franklin.

## Produzione
Il film fu prodotto dalla Warner Bros. e dalla Vitaphone Corporation.

## Distribuzione
Distribuito dalla Warner Bros., il film uscì nelle sale cinematografiche degli Stati Uniti il 20 aprile 1933 con il titolo The Working Man (il titolo originale del soggetto era stato invece The Adopted Father). In Australia, fu distribuito il 2 agosto dello stesso anno, mentre in Francia uscì due anni più tardi, il 6 dicembre 1935.